# Denderstreek
Die Denderstreek oder Denderland ist eine Region in Ostflandern im Zentrum von Belgien. Es ist nach dem Fluss Dender benannt. Obwohl der Fluss drei Provinzen durchfließt (Hennegau, Ostflandern und Flämisch-Brabant), wird allein der Teil des Flusses in Ostflandern Denderstreek genannt. Das niederländische Wort streek bedeutet Gegend. Denderstreek bedeutet also Dendergegend. Das größte Teil der Denderstreek befindet sich im Scheldeland, der Rest ist Teil der Flämischen Ardennen.

## Städte und Gemeinden in die Denderstreek

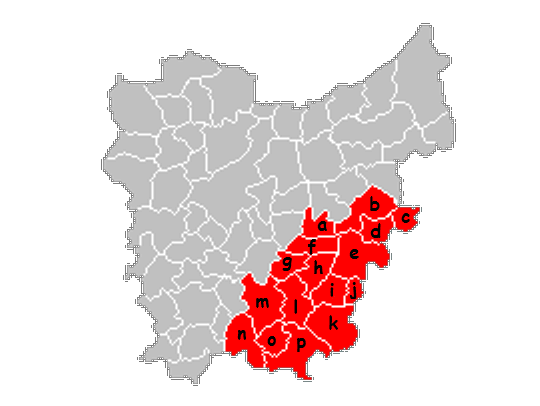
Lage in Ostflandern a= Wichelen
b= Dendermonde
c= Buggenhout
d= Lebbeke
e= Aalst
f= Lede
g= Sint-Lievens-Houtem
h= Erpe-Merei= Haaltert
j= Denderleeuw
k= Ninove
l= Herzele
m= Zottegem
n= Brakel
o= Lierde
p= Geraardsbergen

Die Denderstreek enthält die folgenden Städte und Gemeinden: 
- Aalst enthält: Aalst, Baardegem, Erembodegem, Gijzegem, Herdersem, Hofstade, Meldert, Moorsel, Nieuwerkerken und Terjoden
- Brakel enthält: Elst, Everbeek, Michelbeke, Nederbrakel, Opbrakel, Parike, Sint-Maria-Oudenhove und Zegelsem
- Buggenhout enthält: Briel, Buggenhout, Opdorp and Opstal
- Denderleeuw enthält: Denderleeuw, Iddergem und Welle
- Dendermonde enthält: Appels, Baasrode, Dendermonde, Grembergen, Mespelare, Oudegem, Schoonaarde und Sint-Gillis-bij-Dendermonde
- Erpe-Mere enthält: Aaigem, Bambrugge, Burst, Den Dotter, Egem, Erondegem, Erpe, Mere, Ottergem und Vlekkem
- Geraardsbergen enthält: Geraardsbergen, Goeferdinge, Grimminge, Idegem, Moerbeke, Nederboelare, Nieuwenhove, Onkerzele, Ophasselt, Overboelare, Schendelbeke, Smeerebbe-Vloerzegem  (Smeerebbe und Vloerzegem), Viane, Waarbeke, Zandbergen und Zarlardinge
- Haaltert enthält: Den Dotter, Denderhoutem, Haaltert, Heldergem, Kerksken und Terjoden
- Herzele enthält: Borsbeke, Herzele, Hillegem, Ressegem, Sint-Antelinks, Sint-Lievens-Esse, Steenhuize-Wijnhuize und Woubrechtegem
- Lebbeke enthält: Denderbelle, Lebbeke und Wieze
- Lede enthält: Impe, Lede, Oordegem, Papegem, Smetlede und Wanzele
- Lierde enthält: Deftinge, Hemelveerdegem, Sint-Maria-Lierde und Sint-Martens-Lierde
- Ninove enthält: Appelterre-Eichem, Aspelare, Denderwindeke, Lieferinge, Meerbeke, Lebeke, Nederhasselt, Neigem, Ninove, Okegem, Outer, Pollare und Voorde
- Sint-Lievens-Houtem enthält: Bavegem, Letterhoutem, Sint-Lievens-Houtem, Vlierzele und Zonnegem
- Wichelen enthält: Schellebelle, Serskamp und Wichelen
- Zottegem enthält: Elene, Erwetegem, Godveerdegem, Grotenberge, Leeuwergem, Oombergen, Sint-Goriks-Oudenhove, Sint-Maria-Oudenhove, Strijpen, Velzeke-Ruddershove und Zottegem

Hinweis: Den Dotter ist ein Teil von Erpe-Mere und Haaltert, Terjoden ein Teil von Aalst und Haaltert.

## Tourismus
Es gibt mehrere Radwege in der Denderstreek, einschließlich die Molenbeekroute, Denderende Steden, die Reuzenroute und die Ros Beiaardroute. Es gibt auch Motorradstrecken und Autostrecken wie Denderroute zuid.

## Wasserläufe
- Die Dender, Hauptfluss in der Denderbecken.
- Der Molenbeek-Ter Erpenbeek mündet in die Dender.
- Der Molenbeek verläuft durch Zottegem, Herzele, Erpe-Mere, Sint-Lievens-Houtem, Lede und Wichelen, bevor er in die Schelde mündet.

## Lage

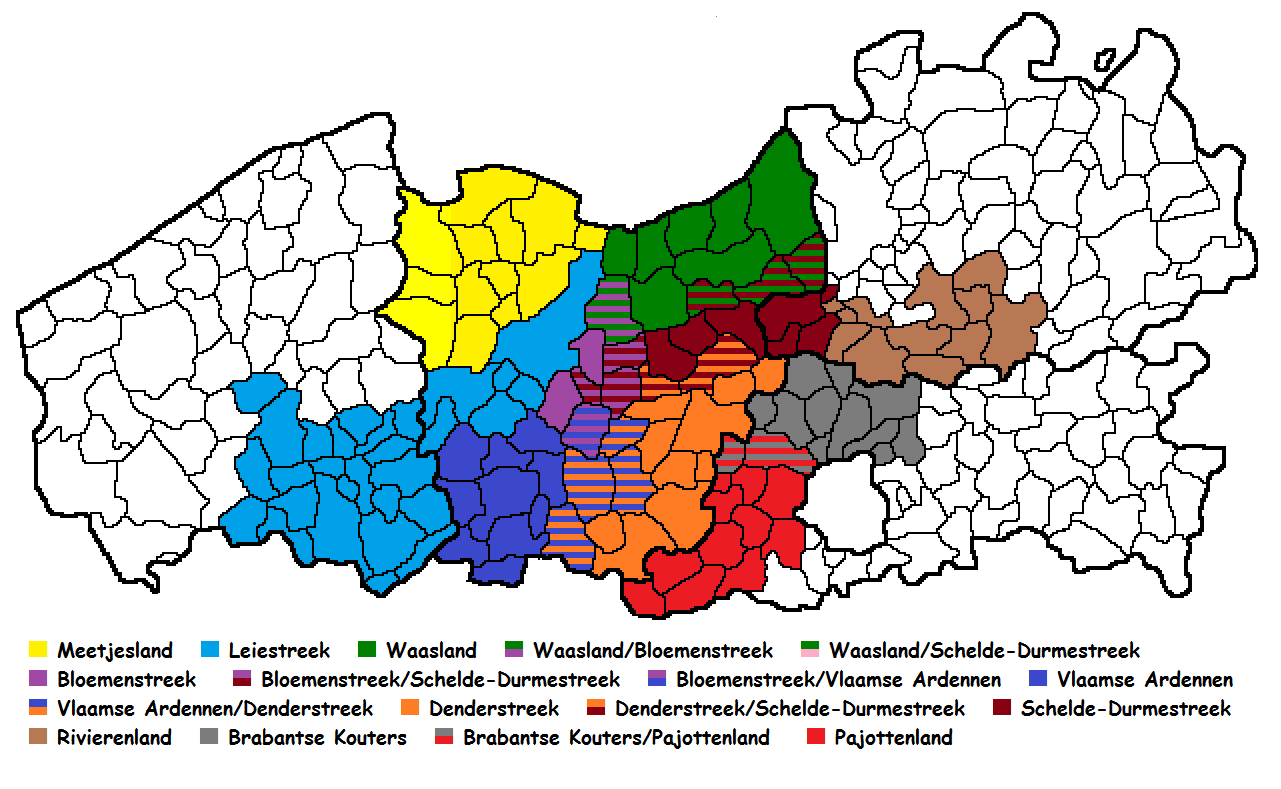

Gegenden rund um die Denderstreek: